# 羅茲科潘齊
49°32′17″N 30°49′46″E / 49.53806°N 30.82944°E
羅茲科潘齊（烏克蘭語：Розкопанці）是位於烏克蘭北部的村莊，由基辅州奧布希夫區的博胡斯拉夫市鎮負責管轄。該村始建於1830年，面積1.8平方公里，海拔高度166米，2001年人口969，人口密度每平方公里538.3人。